# 美石鮰
美石鮰為輻鰭魚綱鯰形目北美鯰科的其中一種，分布於美國田納西州及肯塔基州間的綠河流域，體長可達8.9公分，棲息在水質清澈、礫石底質的溪流、河川。

## 擴展閱讀
維基物種上的相關：美石鮰